# Pritchardia thurstonii
Pritchardia thurstonii är en enhjärtbladig växtart som beskrevs av Ferdinand von Mueller och Carl Georg Oscar Drude. Pritchardia thurstonii ingår i släktet Pritchardia och familjen Arecaceae. Inga underarter finns listade i Catalogue of Life.

## Bildgalleri

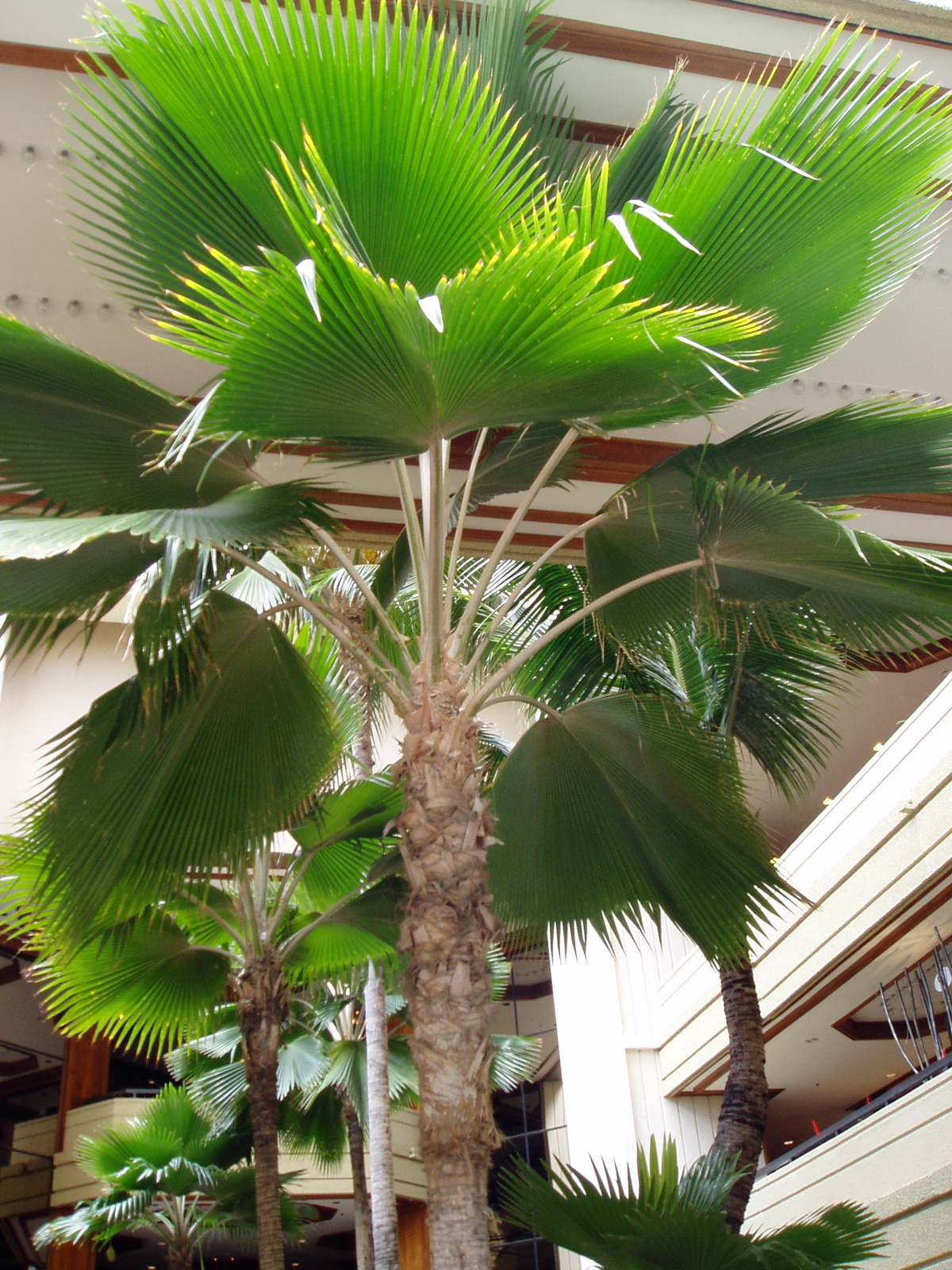
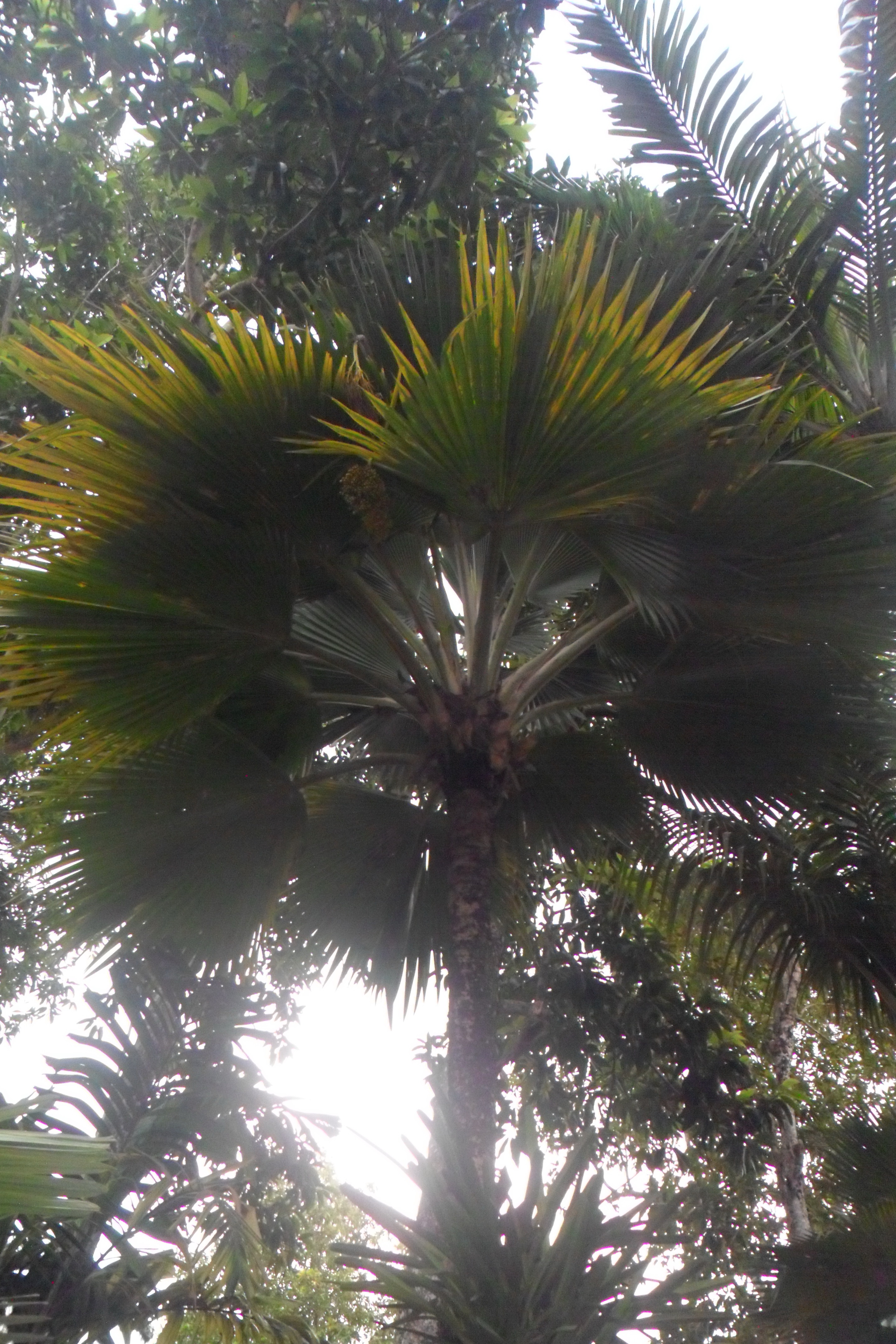